# Epipagis alexalis
Epipagis alexalis là một loài bướm đêm trong họ Crambidae.